# 平野敬子
平野 敬子 (ひらの けいこ、1959年〈昭和34年〉 - ) は、日本のグラフィックデザイナー、ビジョナー。コミュニケーションデザイン研究所所長。東京ADC・JAGDA 会員。

## 来歴
- 1959年（昭和34年） - 兵庫県姫路市に生まれる
- 1978年（昭和53年）姫路市立姫路高校卒
- 1985年（昭和60年） - 平野敬子事務所設立
- 1997年（平成9年） - HIRANO STUDIO 設立
- 2005年（平成17年） - 工藤青石とともにコミュニケーションデザイン研究所 (CDL) 設立
- 2015年（平成27年） - 2020年東京オリンピックのエンブレムのデザイン選考では当初の審査員を務め[1]、佐野研二郎の当初の作品を選出した。その後の修正案には当初の案との違いが大きいとして2015年5月に反対している[2][3][4][5][6]。佐野案とベルギーのリエージュ劇場のロゴとの類似性が指摘されたのは、2015年7月24日の佐野案が発表された後である。

新エンブレム最終候補について「A案とBCD案という1対3の構図」と自身のブログで持論を展開した。

## 主な作品
- 西武百貨店 ポスター「ポスト・フダン」
- 東京国立近代美術館のシンボルマーク、ロゴタイプ、VI計画
- 資生堂のブランドqiora (キオラ) の米国導入に於けるVI計画、広告、website等トータル・アートディレクション
- NTTドコモ「F702iD 所作」のプロダクトデザイン、ネーミング、web、広告、CF等トータル・アートディレクション
- 小沢健二のCDジャケットデザイン
- 雑誌「婦人画報」ロゴタイプ、表紙及び巻頭ページのアートディレクション
- 鹿島建設カレンダーデザイン

## 展覧会
- 「時代のアイコン」展
- 「デザインの理念と実践」展　企画・構成・会場デザイン、同タイトル書籍の著作・編纂・デザイン 等

## 主な受賞歴
- 毎日デザイン賞
- IFデザイン賞
- 東京ADC賞
- NY ADC賞 金賞
- 全国カレンダー展 文部科学大臣奨励賞、経済産業省商務情報政策局長賞
- ニューヨークフェスティバル 金賞
- 年鑑日本のタイポグラフィー 大賞
- JAGDA 新人賞 など

## 関連人物
- 工藤青石